# 37141 Povolný
37141 Povolný è un asteroide della fascia principale. Scoperto nel 2000, presenta un'orbita caratterizzata da un semiasse maggiore pari a 2,4307713 UA e da un'eccentricità di 0,1027310, inclinata di 7,24003° rispetto all'eclittica.